# André Voisin
André Marcel Voisin (Dieppe, 7 de enero de 1903–La Habana, 21 de diciembre de 1964) fue un bioquímico francés, agricultor y autor mayormente conocido por desarrollar la teoría del Pastoreo Racional (también conocido como Voisinismo o Pastoreo Intensivo Racional). También dio numerosas conferencias sobre sus teorías en muchas partes del mundo. Sus libros han sido traducidos en 18 idiomas y han sido reimpresos muchas veces.

## Primeros años
Voisin nació el 7 de enero de 1903 in Dieppe, en la Alta Normandía una región costera de Francia. Sus padres fueron Albert Voisin y Marie Antoinette Morthe Legendre, conocidos agricultores y terratenientes. Realizó sus estudios primarios y secundarios en Dieppe en la escuela Jehan Ango a partir de 1910, y posteriormente en el Lycée Louis-le-Grand en Paris.
Realizó el servicio militar en la armada francesa graduándose como teniente.
En 1924 se graduó con diploma de bioquímico de la Facultad de Física y Química, école supérieure de physique et de chimie industrielles de la ville de Paris. Luego de su graduación, Voisin trabajó como ingeniero en la industria del caucho e inicialmente en una fábrica de neumáticos. Posteriormente asumió el rol de ingeniero senior en la firma SIT, y desarrolló un método para mejorar las técnicas de producción
En 1936 asistió a la University of Heidelberg para mejorar sus habilidades con el idioma alemán. Recibió su diploma por su tesis titulada  "Goethe y Francia", y fue nombrado ciudadano honorario de la ciudad de Heidelberg
Voisin se casó con Martha Rosine Fernagu en París en 1943.

## Carrera militar
Al estallar la guerra en 1939, Voisin renunció a su puesto en la industria del caucho para unirse a la milicia. Inicialmente fue destinado en la armada francesa en Argelia. Durante 1939 se vio envuelto en dos misiones navales en el Mediterráneo, siendo gravemente herido en la segunda. Luego del tratamiento inicial en Algiers, pasó cuatro meses en el hospital Val-de-Grâce en París.
En 1940 estuvo envuelto en la Batalla de Narvik. Antes de la Batalla de Francia, Voisin y un pequeño contingente de hombres cruzó el Canal Inglés desde Cherbourg en un pequeño bote en una travesía que duró varios días. Una vez en Inglaterra, Voisin se entrevistó con el almirante Thierry d'Argenlieu y se convirtió en secretario adjunto del almirante Émile Muselier, líder de la Fuerzas Armadas Francesas.
In octubre de 1940, Voisin regresó a la Francia ocupada para administrar las tierras de su familia, "Le Talou", a 130 hectáreas (321,2 acre) situadas en Gruchet, al sur de Arques-la-Bataille. Desde 1941 a 1944 se unió a la Resistencia organizando secretamente entregas de alimentos producidos en la granja. También fue traductor para el alcalde, Albert Thoumyer, en los tratos con los nazis. En marzo de 1943, abogó con éxito para salvar a un granjero del pelotón de fusilamiento .
Luego de la Liberación de París en agosto de 1944, Voisin dejó Le Talou al cuidado de su esposa y viajó a París para reunirse con el almirante d'Argenlieu. Al teniente Voisin se le asignó un regimiento de infantería marina y luego participó en varias campañas con la Francia Libre en batallas cortas pero intensas Battle of the Vosges in octubre fue nuevamente herido en Benfeld.
En 1946 Voisin publicó sus memorias de la guerra, basadas en sus diarios de memorias, bajo el título Un solo pie en la tierra. Fue ilustrado por el comandante oficial de la marina Luc-Marie Bayle.

## Retorno a la agricultura
Hacia el final de 1945, Habiendo cumplido su deber con su país, Voisin regresó a Gruchet para perseguir su verdadera pasión por la agricultura.
Voisin obtenía gran placer observando la naturaleza y viendo pastar a su ganado. Él observó la diferencia entre el ganado que pasta y se alimenta de hierba y el que es alimentado con heno. Mientras que un césped cortado para heno se corta esencialmente al mismo tiempo, un pasto sólo se corta tan rápido como el rebaño puede comerlo. Del mismo modo, mientras que una vaca de engorde puede comer todo lo que quiera sin moverse, una vaca de pastoreo debe caminar hacia una parte deseable del pasto y luego cortar la hierba con los dientes un bocado a la vez.
Con el tiempo se dio cuenta de que las teorías existentes sobre el pastoreo no describían con precisión las condiciones de un animal en pastoreo. En un intento por seguir el método científico, los investigadores se centrarían en el cultivo de hierba (sin pastoreo de animales), o en la alimentación de hierba cortada a animales en corrales de engorde, pero muy raramente en el comportamiento del ganado que pasta en los pastos. Voisin se dio cuenta de que esta relación, a la que llamó "la reunión de la vaca y la hierba", era fundamentalmente diferente de cualquier acción realizada de forma aislada.
Estas realidades llevaron a Voisin a darse cuenta de que el tiempo es crítico. No es el número de animales por acre, sino el tiempo que las plantas están expuestas a los animales lo que es el principal determinante de pastoreo excesivo. Si se permite que los animales permanezcan en el pasto demasiado tiempo, una planta sabrosa será pastada por segunda vez antes de que haya tenido tiempo de recuperarse de la primera. Además, el pastoreo repetido a intervalos cortos no permite que la planta alcance su tasa de crecimiento máxima, lo que limita la cantidad de energía solar capturada y convertida en alimento útil por la planta.
El trabajo que Voisin estaba realizando en su granja comenzó a atraer la atención científica. Desde 1951, Voisin fue invitado a dar conferencias tanto en casa como en el extranjero, especialmente en los Estados Unidos en 1951, pero también en Gran Bretaña, Irlanda y Alemania. En 1956, fue nombrado profesor asociado en la Escuela Nacional de Veterinaria de Alfort, y miembro de la Academia de Agricultura de Francia. 
En 1954, Voisin registró una tasa de almacenamiento efectiva para la parte más productiva de la temporada de pastoreo (10 de mayo - 23 de septiembre) de 2.2  Unidades de ganado por acre (5.5 LU / ha). Antes de comenzar el pastoreo racional, Voisin afirmó que su tasa de almacenamiento era de solo 0.6 LU / acre (1.5 LU / ha), lo que representa más del triple de su tasa de almacenamiento.

### Cuatro reglas
Finalmente, Voisin desarrolló sus "cuatro leyes" del pastoreo racional; Argumentó que estos principios eran aplicables universalmente  ", independientemente de las condiciones del suelo, el clima, la altitud, la latitud o la longitud".
- 'Primera ley:'  Antes de que el césped, cortado con los dientes del animal, pueda alcanzar su máxima productividad, debe haber transcurrido un intervalo suficiente entre dos cizalladuras sucesivas para permitir que la hierba:
  - acumule en sus raíces las reservas necesarias para un brote vigoroso de nuevo crecimiento;
  - produzca su "llamarada de crecimiento" (o alto rendimiento diario por acre).
- 'Segunda ley:'  El período de ocupación total en un potrero debe ser lo suficientemente corto para que una hierba cortada el primer día (o al principio) de la ocupación no sea cortada nuevamente por los dientes de estos animales antes de que deja el potrero.
- 'Tercera Ley:'  Los animales con los mayores requerimientos nutricionales deben ser ayudados a cosechar la mayor cantidad de pasto y la mejor calidad posible.
- 'Cuarta ley:'  Si una vaca va a dar una producción regular de leche, no debe permanecer más de tres días en el mismo potrero. Los rendimientos serán máximos si la vaca permanece en un potrero por solo un día.[5]

## Visita a Cuba y muerte
En junio de 1964, Fidel Castro le hizo una invitación a Voisin para dar una serie de conferencias en la Universidad de la Habana en Cuba acerca del Pastoreo Racional. Después de la negativa europea a sus trabajos agrícolas, el gobierno comunista de Castro, lo invitó y Voisin aceptó. El y su esposa arribaron el 3 de diciembre en Cuba y fueron recibidos personalmente por Fidel Castro en el Aeropuerto José Martí de la capital cubana. Castro y Voisin así como otros dignatarios, realizaron una inspección cercana en una granja del Primer Ministro Cubano.
Las series de conferencias se inauguraron el 8 de diciembre en la Universidad de la Habana, siendo bienvenido Voisin y presentado por Fidel Castro mencionando: a través de todos estos trabajos, de toda esta labor debe de ser valorizada la salud humana, la felicidad humana, el principal objetivo del trabajo del Profesor Voisin. El 11 de diciembre, Voisin fue galardonado con un doctorado honorario por la Universidad.
A las 3:50 pm del 21 de diciembre, Voisin falleció de manera súbita de un ataque cardíaco en su hotel. Fidel Castro anunció su muerte por medio de la televisión nacional al atardecer. Un funeral de estado se realizó al día siguiente en el Gran Salón de la Universidad de la Habana. Voisin había expresado previamente a su esposa el deseo de que si moría dando sus conferencias, debería ser sepultado en el país de su muerte. De acuerdo con sus deseos, Voisin fue enterrado en el Cementerio de la Habana. 